# Inuvialuici
Inuvialuici (ang. Inuvialuit, inuickie Inuvialuit, dosł. „prawdziwi ludzie”) – grupa rdzennych mieszkańców Kanady, stanowiąca część etni inuickiej, zamieszkująca obszar północno-zachodniej Kanady (tereny wokół Morza Beauforta; zarówno kontynentalne części Terytoriów Północno-Zachodnich i Jukonu, jak i zachodnią część wysp Archipelagu Arktycznego).